# Pentachlorek antymonu
Pentachlorek antymonu, SbCl5 – nieorganiczny związek chemiczny, sól kwasu solnego i antymonu. W wodzie ulega hydrolizie na kwas antymonowy i kwas solny:
SbCl5 + 4H2O → H3SbO4 + 5HCl
Przy ogrzewaniu rozkłada się w temperaturze około 172 °C (445 K).